# Framenummer

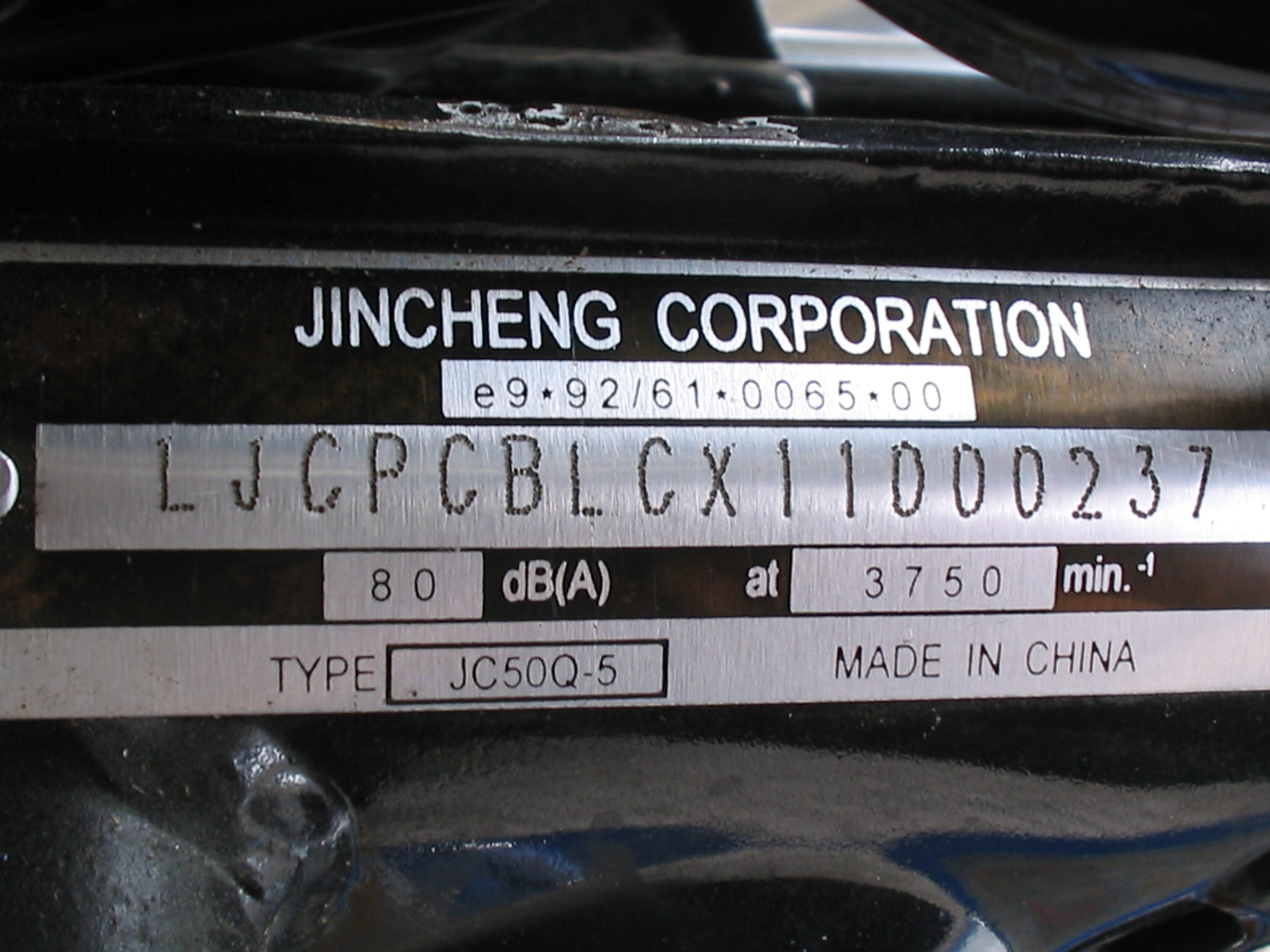
Framenummer van een bromfiets.

Een framenummer of chassisnummer is een unieke identificatiecode die alle toegelaten wegvoertuigen moeten hebben. De code kan ingeslagen zijn of op een op het chassis/frame gemonteerd plaatje zitten.

## Nederland
De officiële benaming in Nederland is voertuigidentificatienummer (VIN).
Een oldtimer hoeft niet te voldoen aan de huidige eisen voor nieuwe voertuigen. Wat in het bouwjaar niet verplicht was, hoeft er nu ook niet te zijn. Wel kunnen keuringseisen aangescherpt of gewijzigd worden, maar het hoeft voor de APK niet ineens een heel andere auto te worden dan zoals destijds door de RDW werd toegelaten. Op de RDW-website is dit niet te vinden. 
Als een origineel door de fabriek op het frame gemonteerd plaatje met ingeslagen chassisnummer aan de eisen voldeed bij toelating van het voertuig, voldoet dat nu nog steeds. Een technisch in orde zijnde legale oldtimer auto met origineel door de fabriek op het frame gemonteerd VIN-nummer, die altijd werd goedgekeurd door APK-keurmeesters en technisch in orde afgemeld met het gecontroleerde chassisnummer, mag niet worden afgekeurd op ontbreken van een ingeslagen nummer volgens de huidige eisen. 
Het Nederlands kenteken is gekoppeld aan het VIN; men mag dan ook niet zomaar een ander chassis (of frame) monteren zonder de RDW op de hoogte te stellen.
Het VIN is in Nederland een wettelijk voorschrift en wordt wereldwijd door fabrikanten van voertuigen als identificatie aangebracht. Sinds 1980 bestaat het VIN altijd uit 17 tekens. Indien de groep van 17 tekens niet op een regel staat, wordt iedere regel voorafgegaan en gesloten door een sluitteken. Het sluitteken kan bijvoorbeeld een ster of het logo van de fabrikant zijn. 

## Internationaal
De samenstelling van het chassisnummer is internationaal vastgelegd in het normblad dat is aangeduid met Internationale Organisatie voor Standaardisatie (ISO) 3779. Volgens deze norm zou het chassisnummer moeten worden opgebouwd uit drie groepen tekens, zoals onderstaand weergegeven.
1. WMI - World Manufacturer Identification - 3 posities
2. VDS - Vehicle Description Section - 6 posities
3. VIS - Vehicle Indicator Section - 8 posities

| Positie                                                      | 1   | 2   | 3   | 4             | 5             | 6             | 7             | 8             | 9              | 10        | 11           | 12         | 13         | 14         | 15         | 16         | 17         |            |            |
| ISO 3779                                                     | WMI | WMI | WMI | VDS           | VDS           | VDS           | VDS           | VDS           | VDS            | VIS       | VIS          | VIS        | VIS        | VIS        | VIS        | VIS        | VIS        |            |            |
| Europese Unie & Noord-Amerika meer dan 500 voertuigen/jaar   | WMI | WMI | WMI | Eigenschappen | Eigenschappen | Eigenschappen | Eigenschappen | Eigenschappen | controlecijfer | modeljaar | fabriekscode | volgnummer | volgnummer | volgnummer | volgnummer | volgnummer | volgnummer | volgnummer | volgnummer |
| Europese Unie & Noord-Amerika minder dan 500 voertuigen/jaar | WMI | WMI | WMI | Eigenschappen | Eigenschappen | Eigenschappen | Eigenschappen | Eigenschappen | controlecijfer | modeljaar | fabriekscode | WMI        | WMI        | WMI        | volgnummer | volgnummer | volgnummer |            |            |

De WMI-code is gekoppeld aan de naam van de fabrikant van het voertuig en is internationaal opgelegd. Het nauwkeurig gebruik van de WMI-code wordt streng bewaakt.
Alle Latijnse hoofdletters mogen in het framenummer worden gebruikt, met uitzondering van de letters I, O en Q, om verwarring te voorkomen met de cijfers 1 en 0. In het nummer kan door de fabrikant informatie opgeborgen zijn over de opbouw en de leeftijd van het voertuig. Zo geeft het cijfer 9 op de derde plaats (WMI) in het VIN aan, dat het een product van een fabrikant betreft die minder dan 500 voertuigen produceert. Het teken op de negende positie kan een controlecijfer of -letter zijn en de letter op de tiende positie kan het bouwjaar weergeven volgens de volgende codering:
| Code | Jaar |   | Code | Jaar |      | Code | Jaar |   | Code | Jaar |  | Code | Jaar |
| A    | 1980 | L | 1990 | Y    | 2000 | A    | 2010 | L | 2020 |      |  |      |      |
| B    | 1981 | M | 1991 | 1    | 2001 | B    | 2011 | M | 2021 |      |  |      |      |
| C    | 1982 | N | 1992 | 2    | 2002 | C    | 2012 | N | 2022 |      |  |      |      |
| D    | 1983 | P | 1993 | 3    | 2003 | D    | 2013 | P | 2023 |      |  |      |      |
| E    | 1984 | R | 1994 | 4    | 2004 | E    | 2014 | R | 2024 |      |  |      |      |
| F    | 1985 | S | 1995 | 5    | 2005 | F    | 2015 | S | 2025 |      |  |      |      |
| G    | 1986 | T | 1996 | 6    | 2006 | G    | 2016 | T | 2026 |      |  |      |      |
| H    | 1987 | V | 1997 | 7    | 2007 | H    | 2017 | V | 2027 |      |  |      |      |
| J    | 1988 | W | 1998 | 8    | 2008 | J    | 2018 | W | 2028 |      |  |      |      |
| K    | 1989 | X | 1999 | 9    | 2009 | K    | 2019 | X | 2029 |      |  |      |      |

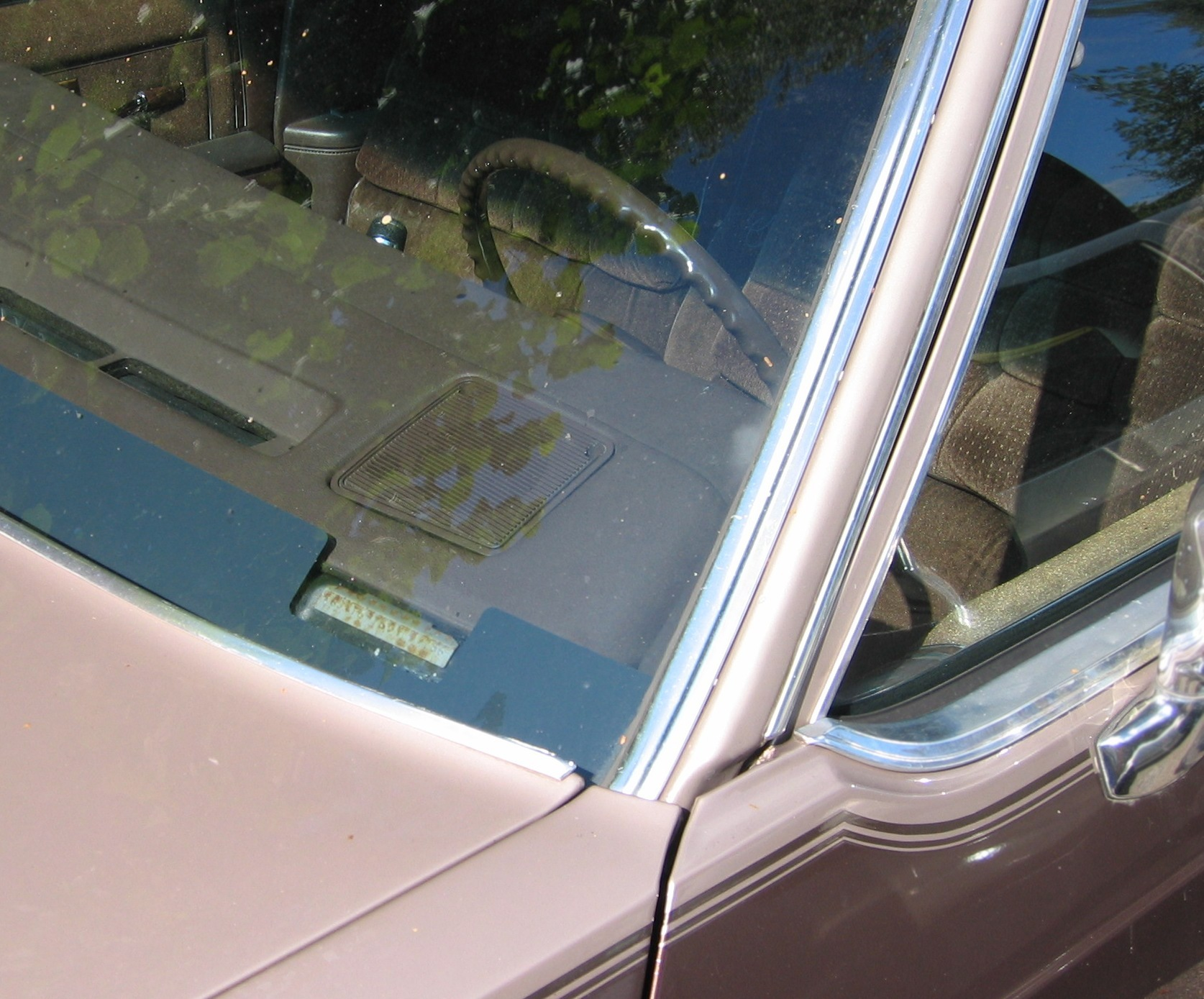
Framenummer van een Amerikaanse auto achter de voorruit

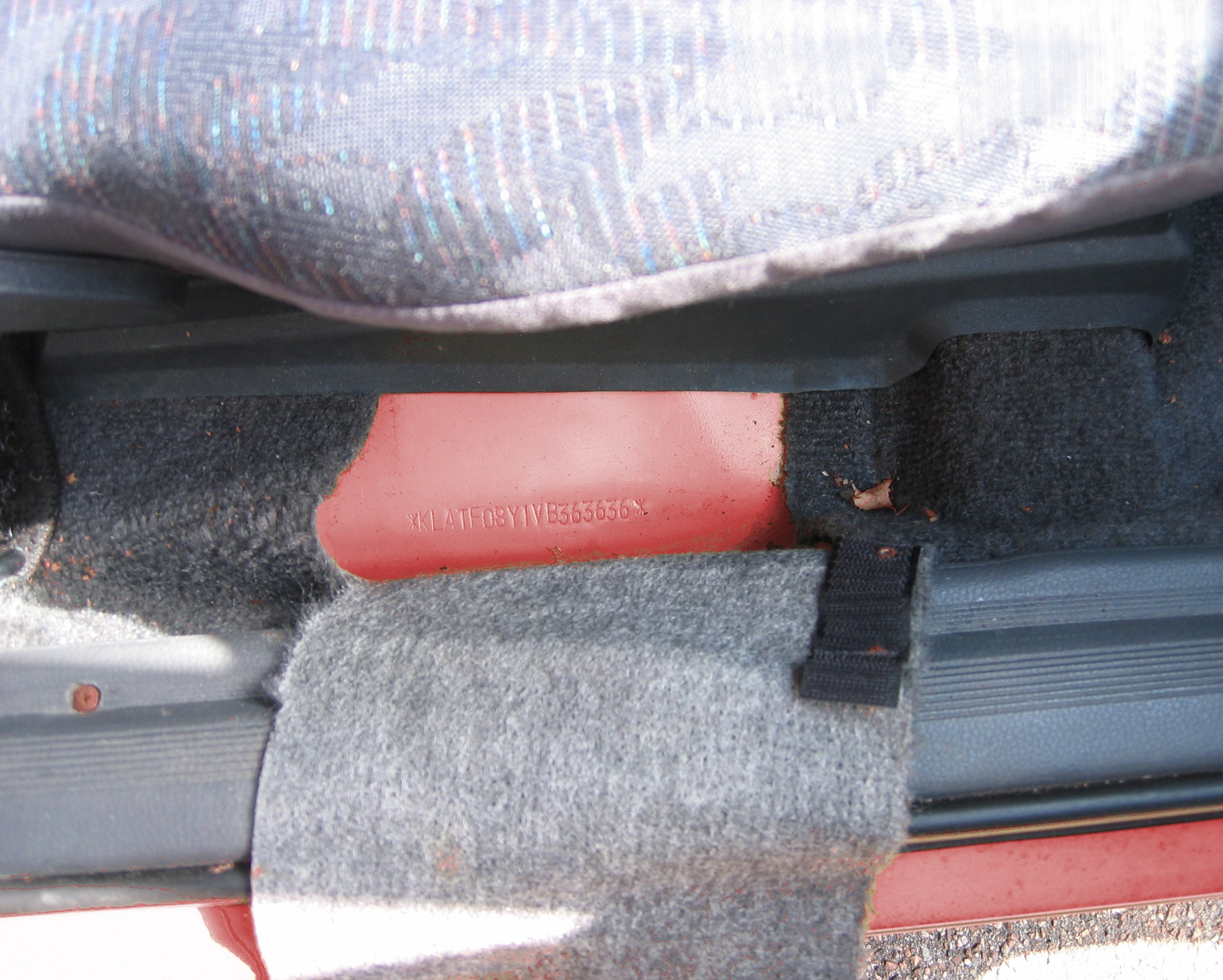
Framenummer van een GM-T-Platform auto naast de passagiersstoel

In de praktijk wordt voor de Europese automarkt soms van deze ISO-norm afgeweken. De in de VS en voor de VS-markt geproduceerde voertuigen volgen nauwkeurig de norm. De VS gebruiken het framenummer sinds 1950 en Europa is in 1980 met het aanbrengen van het VIN begonnen.
Het framenummer wordt ter identificatie van het voertuig gebruikt door de diensten die belast zijn met het technisch keuren, het verzekeren en met het verstrekken van een ambtelijk kenteken voor het voertuig. De fabrikant gebruikt het nummer voor zijn productie, zijn garantieafwikkelingen en informatie over onderhoud.  
Framenummers komen voor in personenauto's, vrachtwagens, trailers, opleggers, motorfietsen, motorscooters, speedbikes (elektrische fietsen tot 45 km/h), bromfietsen, snorfietsen en fietsen. Bij werktuigen, zoals graafmachines, dumpers en dozers wordt dit het PIN genoemd, wat staat voor Product Identificatie Nummer.

## Honda VIN (1979 tot 1995)
Het voertuigidentificatienummer ( VIN ) was een intern voertuigidentificatienummer van Honda dat van 1979 tot 1995 op motorfietsen werd gebruikt. Het bestond uit een 11-cijferige reeks letters en cijfers.